# Filip Watteeuw
Filip Jozef Watteeuw (Moorslede, 10 september 1962) is een Belgisch politicus en lid van Groen.

## Levensloop

### Jeugd
Filip Watteeuw werd geboren in het West-Vlaamse Moorslede als derde kind van Marc Watteeuw en Jeanne Durnez. Hij studeerde aan het Klein Seminarie in Roeselare. Hij werd in 1995 Master in de Stedenbouw en Ruimtelijke Ordening aan de Katholieke Universiteit Leuven. Vooraf behaalde hij al een Bachelor in de Toegepaste Psychologie (IPSOC) en in 1987 een Master in de Criminologische Wetenschappen aan de Universiteit Gent.

### Professionele carrière
Voor hij voltijds met politiek bezig was, was hij van 1987 tot 1989 verantwoordelijke voor sociale wetgeving bij uitzendkantoor Konvert Interim in Kortrijk, van 1989 tot 1996 personeelsverantwoordelijke in het Elisabethziekenhuis te Sijsele en vanaf 1996 lector aan de Arteveldehogeschool te Gent, een functie die hij uitoefende tot juni 2009. 
Watteeuw was medeoprichter van de Agalev-afdeling te Moorslede en nam er in 1988 voor het eerst deel aan de gemeenteraadsverkiezingen, zonder verkozen te geraken. Hij verhuisde in 1990 naar Gent en werd in 1995 partijsecretaris van de Agalev-afdeling in Gent. Hij was een van de drijvende krachten achter de volksraadpleging over de Belfortparking.
In 1998 volgde hij Dirk Holemans op als politiek secretaris van Agalev Gent. Hij was voor het eerst verkozen als gemeenteraadslid bij de lokale verkiezingen van 2000. Hij werd voorzitter van de Gentse Groen!-fractie in maart 2002 en bleef dat tot hij in september 2009 de functie doorgaf aan Elke Decruynaere. 
Bij de rechtstreekse Vlaamse verkiezingen van 7 juni 2009 trok hij de Oost-Vlaamse lijst. Hij werd verkozen en werd midden juli 2009 voorzitter van de Groen!-fractie in het Vlaams Parlement, waar hij tevens als vast lid zetelde in commissies Algemeen Beleid, Financiën en Begroting en Economie, Innovatie, Wetenschapsbeleid, Werk en Sociale Economie. Bij de verkiezingen van juni 2010 was hij lijstduwer in Oost-Vlaanderen voor de Kamer van volksvertegenwoordigers, maar hij werd niet verkozen.
Bij de Gentse gemeenteraadsverkiezingen van oktober 2012 stond Watteeuw op de voorlaatste plaats van de kartellijst sp.a-Groen. Hij werd er met 3270 voorkeurstemmen verkozen en werd in 2013 schepen van Openbare Werken en Mobiliteit in het nieuwe stadsbestuur. Omdat het cumuleren van een schepen- en een parlementair ambt bij Groen niet toegestaan was, legde Watteeuw zijn ambt als Vlaams Parlementslid neer. Eind november 2012 werd hij als fractievoorzitter al vervangen door Elisabeth Meuleman. Björn Rzoska volgde hem begin januari 2013 op als Vlaams volksvertegenwoordiger.
In 2017 introduceerde hij, in de hoedanigheid van schepen van mobiliteit, een mobiliteitsplan voor Gent. Het mobiliteitsplan omvatte onder meer een circulatieplan om de verkeersstroom in en uit de stad te regelen en het stadscentrum te ontlasten van doorgaand verkeer. Dit circulatieplan werd meteen een strijdpunt voor met name oppositiepartij N-VA, die vreesde voor het wegtrekken van de middenstand en bedrijven uit de binnenstad. Een eerste evaluatie, dat het winkelgedrag weliswaar slechts indirect mat, en een meting van de luchtkwaliteit in de binnenstad draaiden voornamelijk positief uit voor het plan. Tevens werd het autovrij gebied vergroot. Een ander onderdeel was het parkeerplan waarbij nieuwe parkeertariefzones werden ingevoerd, alsook extra park-and-ride-zones en meer fietsenstallingen werden voorzien.
Na de gemeenteraadsverkiezingen van oktober 2018 werd Watteeuw begin 2019 eerste schepen van Gent, bevoegd voor Mobiliteit, Publieke Ruimte en Stedenbouw. Hij drukte verder zijn stempel op het Gentse mobiliteitsbeleid door te investeren in duurzame mobiliteit, ontharding en vergroening. Hij werd voorzitter van de pas opgerichte Fietsambassade. Het circulatieplan dat in 2017 in de Gentse binnenstad werd ingevoerd, kreeg een navolging met de wijkmobiliteitsplannen in Zwijnaarde en Oud-Gentbrugge/Dampoort.
Bij de Gentse gemeenteraadsverkiezingen van 13 oktober 2024 trok Filip Watteeuw, samen met Hafsa El-Bazioui, de lijst voor Groen. Hij werd met 10.127 stemmen opnieuw verkozen. In het nieuw samengestelde stadsbestuur werd hij opnieuw voorgedragen als schepen, ditmaal met de bevoegdheden Wonen, Klimaat, Milieu en Energie, die hij gedurende drie jaar zal uitoefenen.

## Uitslagen verkiezingen
| Verkiezing                      | Kieskring       | Datum           | Lijst      | Plaats op lijst       | Voorkeursstemmen | Uitslag       | Partijuitslag binnen kieskring |
| ------------------------------- | --------------- | --------------- | ---------- | --------------------- | ---------------- | ------------- | ------------------------------ |
| Gemeenteraadsverkiezing         | Gent            | 8 oktober 2006  | Groen!     | 2e plaats             | 941              | 2e titularis  | 12,06 %                        |
| Vlaamse parlementsverkiezingen  | Oost-Vlaanderen | 7 juni 2009     | Groen!     | 1e plaats             | 6.817            | 1e titularis  | 7,34 %                         |
| Federale parlementsverkiezingen | Oost-Vlaanderen | 13 juni 2010    | Groen!     | Lijstduwer-20e plaats | 2.912            | niet verkozen | 7,36 %                         |
| Gemeenteraadsverkiezing         | Gent            | 14 oktober 2012 | sp.a-Groen | 50e plaats            | 3.270            | 8e titularis  | 45,5 %                         |
| Federale parlementsverkiezingen | Oost-Vlaanderen | 25 mei 2014     | Groen      | Lijstduwer-20e plaats | 4.553            | niet verkozen | 9,15 %                         |
| Gemeenteraadsverkiezing         | Gent            | 14 oktober 2018 | sp.a-Groen | 5e plaats             | 13.183           | 2e titularis  | 33,54 %                        |
| Vlaamse parlementsverkiezingen  | Oost-Vlaanderen | 9 juni 2024     | Groen      | 27e plaats            | 6.612            | niet verkozen | 7,93%                          |
| Gemeenteraadsverkiezing         | Gent            | 13 oktober 2024 | Groen      | 1e plaats             | 10.127           | 2e titularis  | 24,6%                          |